# 标量 (物理学)

x 和 y 是標量，但是 v 不是標量，而是向量。

物理学中，标量（英語：scalar）又称纯量、无向量，是只有大小、没有方向、可用實數表示的一個量；按字面的意思，標量是以标尺度量出的量。在数学中，又称为数量。
實際上純量就是数，這個稱法只是為了区别于向量。标量可以是負數，例如溫度低於冰點。与之相对，向量（又称矢量）既有大小，又有方向。
在物理学中，标量是在坐标变换下保持不变的物理量。例如，欧几里得空间中两点间的距离在坐标变换下保持不变，相对论四维时空中时空间隔在坐标变换下保持不变。与此相对的矢量，其分量在不同的坐标系中有不同的值，例如速度。标量可被用作定义向量空间。

## 物理學的例子

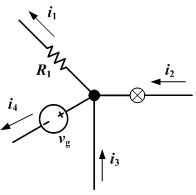
考慮流入和流出節點的電流，其向量和並不相等。

純量的例子包括質量、電荷、體積、時間、速率、温度和某一點的電勢。
雖然電流具有方向性（由正極流向負極），但由於不符合向量運算，所以不會是向量。